# 盐源山蚂蝗
盐源山蚂蝗（学名：Desmodium elegans var. handelii）为豆科山蚂蝗属下的一个变种。

## 扩展阅读
- 維基物種上的相關：盐源山蚂蝗